# Frans Thijssen
Franciscus (Frans) Johannes Thijssen (Malden, 23 januari 1952) is een voormalig Nederlands voetballer en voetbaltrainer, die vooral bekendheid verwierf als spelbepalende middenvelder van het Nederlandse FC Twente '65, N.E.C. en Vitesse, maar vooral ook het Engelse Ipswich Town en het Nederlands Elftal. Thijssen speelde 21 seizoenen betaald voetbal.

## Levensloop
Frans Thijssen, bijgenaamd Stille Frans, begon zijn voetballoopbaan bij de amateurclub SV Juliana '31. In 1969 werd hij ingelijfd door het Nijmeegse N.E.C., met trainer Jan Remmers. Hij debuteerde op 10 januari 1971 in een uitwedstrijd tegen Ajax. Vanaf seizoen 1971/72 was Wiel Coerver de coach in Nijmegen. Onder hem kreeg Thijssen een vaste basisplaats. In seizoen 1972/73 reikte hij met N.E.C. tot de finale van de KNVB beker, waarin de ploeg verloor van NAC.
In 1973 verkaste hij voor 250.000 gulden naar FC Twente '65, waarmee hij in 1974 tweede werd in de Eredivisie en in 1975 de finale van de UEFA Cup speelde. In 1977 won Thijssen met Twente de KNVB beker. In januari 1979 werd hij ingelijfd door het Engelse Ipswich Town, waar hij zijn grootste successen vierde. In 1981 werd Thijssen gekozen tot Engels Voetballer van het Jaar. De ploeg onder leiding van Bobby Robson en met landgenoot Arnold Mühren sleepte met verzorgd en technisch voetbal in datzelfde jaar de UEFA Cup binnen. In de finale over twee wedstrijden werd AZ '67 verslagen.
In maart 1983 volgde een transfer naar Vancouver Whitecaps. Door deze ploeg werd hij tussen 1 oktober 1983 en 1 mei 1984 uitgeleend aan Nottingham Forest FC. Tussen mei en oktober 1984 kwam Thijssen opnieuw uit voor Vancouver Whitecaps. Zijn loopbaan leek op dat moment op retour, maar Thijssen keerde terug naar Nederland waar hij nog zeven seizoenen speelde voor achtereenvolgens Fortuna Sittard, FC Groningen en Vitesse. In 1989 werd hij uitgeroepen tot speler van het jaar in de Nederlandse Eerste divisie. Op 25 april 1990 in De Kuip verloor  Vitesse met 1-0 van PSV. In 1991 beëindigde hij op 39-jarige leeftijd zijn loopbaan. In zijn laatste seizoen reikte hij met Vitesse nog tot de derde ronde in de UEFA Cup.
Thijssen werd vervolgens trainer en was in dienst van Vitesse, Malmö FF en De Graafschap. Bij De Graafschap duurde het dienstverband slechts enkele competitiewedstrijden en stapte Thijssen in augustus 1999 na een conflict met assistent-coach Massimo Morales op. In november 2000 trad hij in dienst van Fortuna Sittard, waarmee hij zich wist te handhaven in de eredivisie. Desondanks vertrok Thijssen bij de club. In augustus 2002 werd hij voor een jaar als jeugdtrainer van Al-Wahda uit de Verenigde Arabische Emiraten aangesteld, later werkte hij in dezelfde functie voor Al-Wakrah en Qatar SC in Qatar. In 2010 werd Thijssen aangesteld als assistent-trainer van Jong FC Twente. Zijn laatste functie als trainer in het betaalde voetbal is interim-coach van Brisbane Roar FC.
Tom van Hulsen heeft het boek "Het geheim van Ipswich." in 2016 uitgebracht. Het is een portret hoe Frans Thijssen en Arnold Mühren het Engelse voetbal veranderden.
In 2020 werd Thijssen gekozen tot beste Gelderse voetballer aller tijden.

## Nederlands Elftal
Thijssen speelde veertien keer in het Nederlands elftal. Onder leiding van bondscoach George Knobel maakte hij zijn debuut op 30 april 1975 in de vriendschappelijke wedstrijd tegen België in Antwerpen, net als Adrie van Kraaij (PSV), Jan Everse (Feyenoord), Peter Arntz (Go Ahead Eagles), Johan Zuidema (FC Twente), Kees Kist (AZ'67) en Bobby Vosmaer (AZ'67). België won het oefenduel in het Bosuilstadion met 1-0 door een doelpunt in de 78ste minuut van Raoul Lambert. In 1980 zat Thijssen bij de selectie voor het Europees kampioenschap. Thijssen scoorde drie keer in Oranje, in 1975 tegen Polen, in 1979 tegen Oost-Duitsland en in 1981 tegen Ierland.
| Interlands van Frans Thijssen voor Nederland | Interlands van Frans Thijssen voor Nederland | Interlands van Frans Thijssen voor Nederland | Interlands van Frans Thijssen voor Nederland | Interlands van Frans Thijssen voor Nederland | Interlands van Frans Thijssen voor Nederland |
| №                                            | Datum                                        | Wedstrijd                                    | Uitslag                                      | Competitie                                   | Goals                                        |
| Als speler van FC Twente                     | Als speler van FC Twente                     | Als speler van FC Twente                     | Als speler van FC Twente                     | Als speler van FC Twente                     | Als speler van FC Twente                     |
| -------------------------------------------- | -------------------------------------------- | -------------------------------------------- | -------------------------------------------- | -------------------------------------------- | -------------------------------------------- |
| 1                                            | 30.04.1975                                   | België – Nederland                           | 1 – 0                                        | Vriendschappelijk                            | 0                                            |
| 2                                            | 17.05.1975                                   | West-Duitsland – Nederland                   | 1 – 1                                        | Vriendschappelijk                            | 0                                            |
| 3                                            | 15.10.1975                                   | Nederland – Polen                            | 3 – 0                                        | EK-kwalificatie                              | Goal                                         |
| 4                                            | 22.11.1975                                   | Italië – Nederland                           | 1 – 0                                        | EK-kwalificatie                              | 0                                            |
| Als speler van Ipswich Town                  |                                              |                                              |                                              |                                              |                                              |
| 5                                            | 21.11.1979                                   | Duitse Democratische Republiek – Nederland   | 2 – 3                                        | EK-kwalificatie                              | Goal                                         |
| 6                                            | 23.01.1980                                   | Spanje – Nederland                           | 1 – 0                                        | Vriendschappelijk                            | 0                                            |
| 7                                            | 26.03.1980                                   | Frankrijk – Nederland                        | 0 – 0                                        | Vriendschappelijk                            | 0                                            |
| 8                                            | 14.06.1980                                   | West-Duitsland – Nederland                   | 3 – 2                                        | EK-eindronde                                 | 0                                            |
| 9                                            | 17.06.1980                                   | Tsjecho-Slowakije – Nederland                | 1 – 1                                        | EK-eindronde                                 | 0                                            |
| 10                                           | 10.09.1980                                   | Ierland – Nederland                          | 2 – 1                                        | WK-kwalificatie                              | 0                                            |
| 11                                           | 22.02.1981                                   | Nederland – Cyprus                           | 3 – 0                                        | WK-kwalificatie                              | 0                                            |
| 12                                           | 25.03.1981                                   | Nederland – Frankrijk                        | 1 – 0                                        | WK-kwalificatie                              | 0                                            |
| 13                                           | 09.09.1981                                   | Nederland – Ierland                          | 2 – 2                                        | WK-kwalificatie                              | Goal                                         |
| 14                                           | 14.10.1981                                   | Nederland – België                           | 3 – 0                                        | WK-kwalificatie                              | 0                                            |

## Erelijst
Als speler
 FC Twente '65
- KNVB beker: 1976/77

 Ipswich Town
- UEFA Cup: 1980/81

 SBV Vitesse
- Eerste divisie: 1988/89

Individueel
- Ipswich Town – Player of the Year: 1979/80
- Football League First Division – PFA Team of the Year: 1980/81
- Football Writers' Association – Footballer of the Year: 1980/81
- Eerste divisie – Voetballer van het Jaar: 1987/88
- Ipswich Town Hall of Fame: 2008

## Clubstatistieken
| Seizoen | Club                 | Competitie       | Duels | Goals |
| ------- | -------------------- | ---------------- | ----- | ----- |
| 1970/71 | N.E.C.               | Eredivisie       | 9     | 1     |
| 1971/72 | N.E.C.               | Eredivisie       | 34    | 4     |
| 1972/73 | N.E.C.               | Eredivisie       | 34    | 4     |
| 1973/74 | FC Twente '65        | Eredivisie       | 34    | 11    |
| 1974/75 | FC Twente '65        | Eredivisie       | 28    | 6     |
| 1975/76 | FC Twente '65        | Eredivisie       | 28    | 9     |
| 1976/77 | FC Twente '65        | Eredivisie       | 33    | 10    |
| 1977/78 | FC Twente '65        | Eredivisie       | 29    | 7     |
| 1978/79 | FC Twente '65        | Eredivisie       | 15    | 4     |
| 1978/79 | Ipswich Town FC      | Premier League   | 16    | 1     |
| 1979/80 | Ipswich Town FC      | Premier League   | 37    | 2     |
| 1980/81 | Ipswich Town FC      | Premier League   | 31    | 3     |
| 1981/82 | Ipswich Town FC      | Premier League   | 12    | 1     |
| 1982/83 | Ipswich Town FC      | Premier League   | 29    | 3     |
| 1983    | Vancouver Whitecaps  | NA Soccer League | 21    | 2     |
| 1983/84 | Nottingham Forest FC | Premier League   | 17    | 3     |
| 1984    | Vancouver Whitecaps  | NA Soccer League | 24    | 7     |
| 1984/85 | Fortuna Sittard      | Eredivisie       | 26    | 5     |
| 1985/86 | Fortuna Sittard      | Eredivisie       | 27    | 3     |
| 1986/87 | Fortuna Sittard      | Eredivisie       | 26    | 3     |
| 1987/88 | FC Groningen         | Eredivisie       | 25    | 0     |
| 1988/89 | Vitesse              | Eerste divisie   | 30    | 1     |
| 1989/90 | Vitesse              | Eredivisie       | 32    | 0     |
| 1990/91 | Vitesse              | Eredivisie       | 25    | 0     |
| Totaal  | Totaal               | Totaal           | 593   | 87    |